# Psaltérium

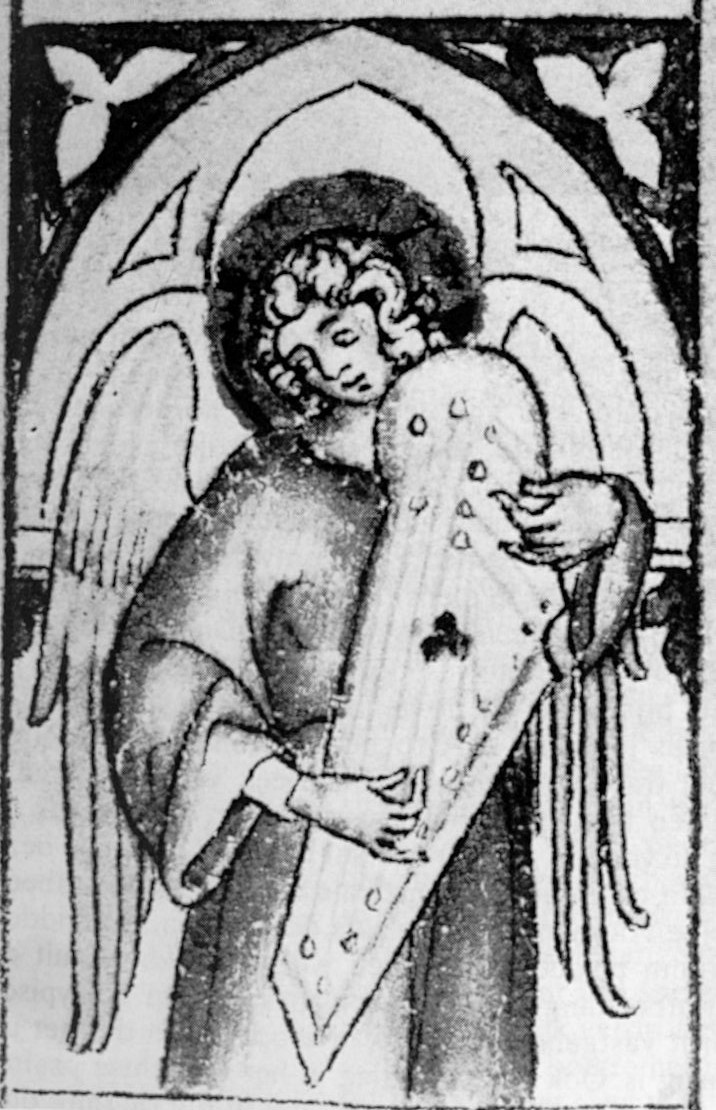
Středověká ilustrace hry na psaltérium

Psaltérium (ze starořec. ψαλλω, psalló – „brnkat prsty na struny“) je starobylý jednoduchý drnkací hudební nástroj. Na ozvučné skříni, obvykle přibližně trojúhelníkovitého nebo obdélníkového tvaru, jsou nataženy struny v počtu jednotek až desítek, a ty se rozeznívají trsátkem. Hraje se ve stoje nebo v sedě. Předchůdci psaltéria byly staroorientální nástroje santuri (Persie) a kánún (Arábie), na Západě je podobný trojúhelníkovitý nástroj doložen z 5. století pod latinským jménem nabulum. V první polovině 13. století bylo psaltérium základním strunným hudebním nástrojem západní hudby, jak dokládají četná vyobrazení.